# Węzeł zatokowo-przedsionkowy

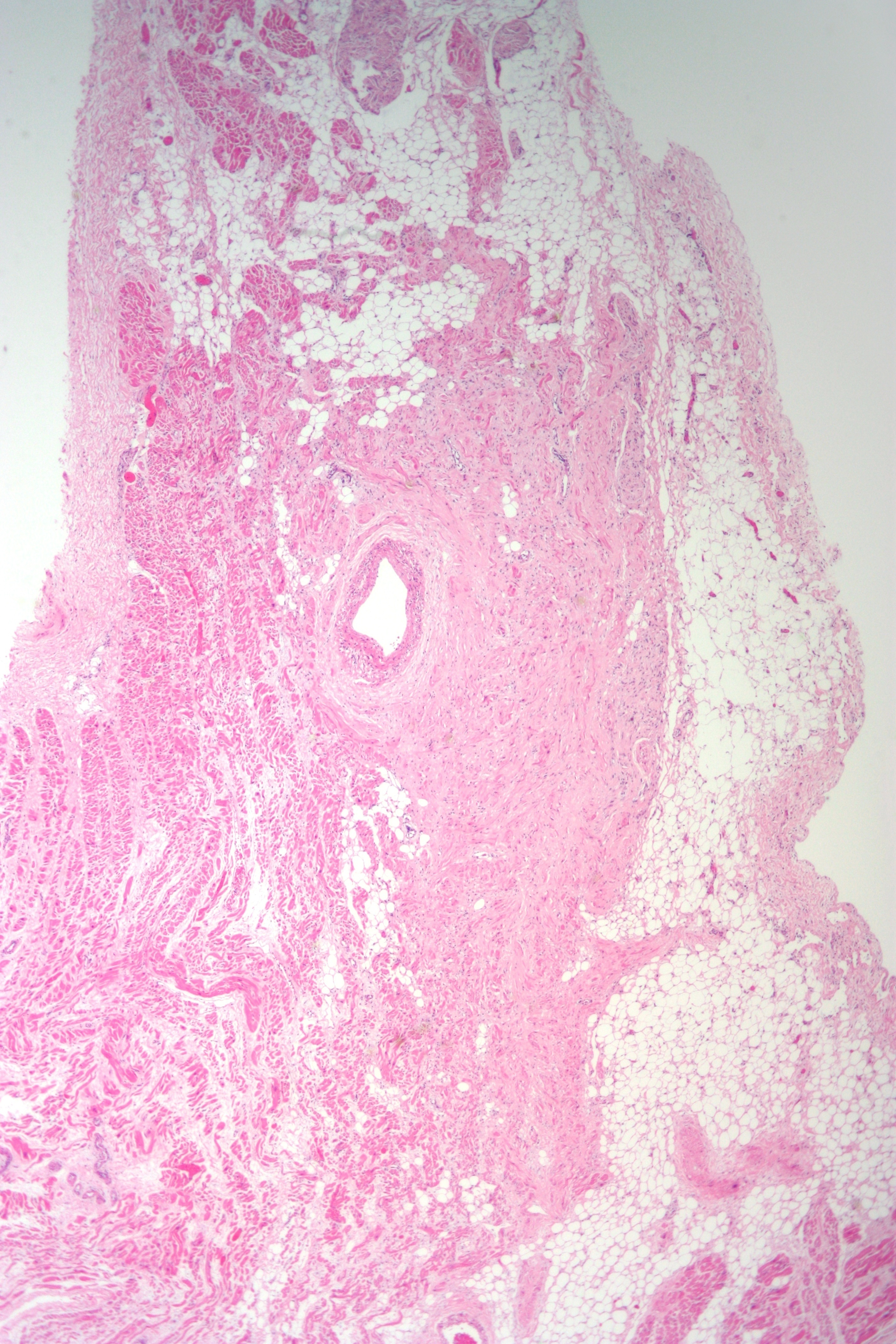
Mikrofotografia węzła zatokowo-przedsionkowego

Węzeł zatokowo-przedsionkowy, węzeł Keitha-Flacka, węzeł SA (łac. nodus sinuatrialis, ang. sinoatrial node) – nadrzędny ośrodek układu bodźco-przewodzącego serca, znajdujący się w ścianie prawego przedsionka, pomiędzy ujściem żyły głównej górnej a grzebieniem granicznym (crista terminalis) pod nasierdziem. Węzeł zatokowo-przedsionkowy posiada wyspecjalizowane komórki posiadające zdolność do spontanicznych wyładowań, które rozpoczynają każdy cykl pracy serca.
Stanowi ośrodek pierwszorzędowy, narzucając swój rytm całemu sercu. W przypadku prawidłowej jego funkcji mówi się o rytmie zatokowym miarowym. Depolaryzacja z węzła zatokowo-przedsionkowego przenosi się do węzła przedsionkowo-komorowego (Aschoffa-Tawary) za pośrednictwem trzech pęczków międzywęzłowych: przedniego (Bachmana), środkowego (Wenckebacha) i tylnego (Thorela).
Zaburzenia pracy węzła przedsionkowo-zatokowego prowadzą do aktywizacji drugorzędowych ośrodków pobudzenia i w efekcie mogą prowadzić do zaburzeń rytmu serca.
Nazwa eponimiczna upamiętnia angielskiego anatoma Arthura Keitha i angielskiego fizjologa Martina Flacka, którzy opisali tę strukturę anatomiczną w 1907 roku. 